# 鳥之詩
《鳥之詩》是日本Key公司為其2000年所推出的視覺小說《AIR》所創作的Trance風格歌曲，而在2005年時京都動畫所製作的電視動畫版本也將其作為主題曲。歌曲由Lia負責主唱，另外分別由麻枝准作詞、折户伸治作曲以及高濑一矢編曲。《鳥之詩》歌曲在經由位在洛杉磯的派拉蒙電影公司就由遊戲公司Key本身的唱片公司Key Sounds Label負責銷售，同時也拿來作為Key在2000年推出的《AIR》作為開頭主題曲。其中經修剪過後的短版《鳥之詩》是在2000年7月時，收錄在I've所推出的音樂合輯《Verge》。而《鳥之詩》的完整版歌曲則是在2000年9月時，收錄在搭配《AIR》限量版遊戲所推出的混音專輯（Remix album）《Ornithopter AIR Original Compilation Album》，不過嚴格來講這次推出的《鳥之詩》版本並非另外重混的版本。之後歌曲也被於2002年推出的視覺小說原聲專輯《AIR Original SoundTrack》所收錄，而在2005年推出的《AIR》動畫系列也將《鳥之詩》作為開頭音樂使用。而2007年10月15日時，日本綜藝廣播節目（Radio programming）「Moteken」也將《鳥之詩》作為廣播結束時播放的片尾曲。
折戶伸治在《AIR Original SoundTrack》所附錄的小冊子中另外提到自己對《鳥之詩》的看法，他表示：「即使我已經打定主意要讓《鳥之詩》徹底擷取《AIR》的主題，然而要達到這個目標仍然有一段落差。除了這個想法給我十分大的壓力外，我在音樂這塊領域仍然相當缺乏經驗，但這也促使我更想在這領域強化自己能力。」

## 曲式
《鳥之詩》是《AIR》所有歌曲中最長的一首，曲長6分8秒，是一首4/4拍的出神音樂，以8小節的B小調前奏為始，主歌第一節仍是B小調，在第二節時則改為B大調，第三節轉為降D大調，到了第四節時重回第一節的B小調。短暫的間奏之後，歌曲重返B大調並再以先前的模式重複一次。至第七節重返起始B小調副歌。副歌結束後的尾奏約占全曲的六分之一長度。此曲的編作主要運用了合成器作為編曲基礎，此外再加上開頭八小節的一段持續的鋼琴模進與貫通全曲的鋼琴伴奏。鳥之詩原曲的行進速度為每分鐘120拍，而演唱者Lia的音域從升F4至D6，幾乎跨了兩個八度。

## 歷史
在2000年9月8日遊戲推出之前，I've於同年7月14日推出的專輯「verge」就率先收錄了鳥之詩的「Short Ver.」。鳥之詩除了是遊戲的主題曲，也是AIR的家用機移植版本和電視動畫的主題曲。其中電視動畫的版本修改了一少部份。
雖然已發表多年，但其受歡迎程度至今依然不見衰弱，在華語圈甚至有人以ACG界的「國歌」作為《鳥之詩》的代稱，本曲亦於2ch的動畫歌曲排名經常名列前數位。
《鳥之詩》是於美國洛杉磯的派拉蒙電影公司工作室進行錄音，而Lia最初只是負責替工作室和高瀨一矢作翻譯，但由於預定的歌手無法錄音，故改由Lia主唱（包括AIR另外兩首歌曲「Farewell song」和「青空」）。
《鳥之詩》的製作人員（即Lia、麻枝准、折戶伸治、高瀨一矢）被一部份粉絲視為一個黃金組合，而Key其後推出的遊戲「智代After ～It's a Wonderful Life～」的主題曲「Light Colors」亦由相同的製作人員製作。

## 版本

### 收錄專輯
- AIR ORIGINAL SOUNDTRACK（遊戲原聲大碟）
- Lia／LIA COLLECTION ALBUM Special Limited Box
- I've Girls Compilation 2「verge」（只包括Short Ver.）
- Ornithopter （AIR初回限定版附送）

### 混音版本
鳥之詩擁有不同的混音版本。
- Lia名義
  - 
作詞：麻枝准（Key），作曲：折户伸治（Key），編曲：Yuichi Kanatani
- LIA名義
  - 
作詞：麻枝准（Key），作曲：折户伸治（Key），編曲：StripE
  - 
作詞：麻枝准（Key），作曲：折户伸治（Key），編曲：DJ SHARPNEL
- 由Key創作的乐曲版本
  - 
收錄於「OTSU Club Music Compilation Vol.1」
  - 
收錄於「OTSU:Blasterhead」

### 在Air以外的使用
因為未有在日本音樂著作權協會登記著作權管理，故使用本曲的時候須直接從持有版權的人取得許可。
- Namco推出的育成遊戲「偶像大師」的官方商品店舖的限定發售專輯CD「THE IDOLM@STER Your Song」中，收錄由如月千早（聲：今井麻美）翻唱。
- 折戶伸治推出的專輯CD「Humanity...」（Key Sounds Label，2001年8月10日發售）中，收錄「 〜Bossanova Version〜」作為BONUS TRACK。
- 於2007年10月15日廣播的關東地區節目「moteken」中作為片尾曲。
- 廣播節目中的使用了本曲開首部份。
- 在同人音樂組織Silver Forest於2007年4月21日推出的音樂專輯《東方萃奏樂》中，其中一曲引用了本曲的節奏及歌詞。
- 远藤正明于2008年推出的翻唱专辑《ENSON2》中收录此曲。
- 週刊VOCALOID排行榜第13期中，VOCALOID虛擬歌手鏡音連演唱的《鳥之詩》是該排行榜第一首非初音未來主唱的第一名歌曲。[4]
- VOCALOID3虛擬歌手IA的音源為Lia，IA的開發者提供本曲的IA翻唱版，其VSQX亦隨IA商品附帶。
- 於2018年6月被小坂梨由翻唱，前田尚紀改編，收錄於前田尚紀專輯。
- 遊戲「偶像大師 灰姑娘女孩 星光舞台 」於2020年6月9日開始的Key連動中，由高垣楓（聲：早見沙織)）翻唱。

## 被抄襲爭議
2005年，新加坡音樂創作人永邦推出珍愛真愛風行精選集，當中「Melody」一曲被指抄襲鳥之詩。台灣ACG迷為表達不滿，寫信向日本Key直接反應，而Key就向持有版權的SONY BMG抗議，最後SONY BMG公開道歉並進行回收。

## 外部連結
- Key Sounds Label（页面存档备份，存于）（日語）
- Lia's-Cafe（页面存档备份，存于）（日語）